# رئيس عرفاء سرية
رئيس عرفاء سرية هي رتبة عسكرية أعلى من رتبة عريف وأقل من رئيس عرفاء وحدة في العراق وليبيا.